# Liste des cathédrales d'Afrique du Sud
Cet article recense les cathédrales d'Afrique du Sud.

## Liste
| Cathédrale                                              | Diocèse               | Province       | Ville          | Coordonnées                      | Illustration                         |
| ------------------------------------------------------- | --------------------- | -------------- | -------------- | -------------------------------- | ------------------------------------ |
| Cathédrale du Sacré-Cœur                                | Aliwal (en)           | Cap-Oriental   | Aliwal North   | 30° 41′ 37″ sud, 26° 42′ 49″ est | Image manquante Téléverser           |
| Cathédrale du Saint-Esprit                              | Bethlehem (en)        | État-Libre     | Bethlehem      | 28° 11′ 42″ sud, 28° 19′ 34″ est | Image manquante Téléverser           |
| Cathédrale du Sacré-Cœur                                | Bloemfontein          | État-Libre     | Bloemfontein   | 29° 07′ 18″ sud, 26° 13′ 01″ est | Image manquante Téléverser           |
| Cathédrale Sainte-Marie-de-la-Fuite-en-Égypte           | Le Cap                | Cap-Occidental | Le Cap         | 33° 55′ 42″ sud, 18° 25′ 10″ est | Image manquante Téléverser           |
| Cathédrale Sainte-Marie                                 | De Aar (en)           | Cap-du-Nord    | De Aar         | 30° 39′ 49″ sud, 24° 00′ 41″ est | Image manquante Téléverser           |
| Cathédrale du Saint-Rosaire                             | Dundee (en)           | KwaZulu-Natal  | Dundee         | 28° 09′ 29″ sud, 30° 14′ 29″ est | Image manquante Téléverser           |
| Cathédrale de l'Emmanuel                                | Durban                | KwaZulu-Natal  | Durban         | à géolocaliser                   | Image manquante Téléverser           |
| Cathédrale Saint-Benoît                                 | Eshowe (en)           | KwaZulu-Natal  | Eshowe         | à géolocaliser                   | Image manquante Téléverser           |
| Cathédrale du Bon-Pasteur-et-de-Notre-Dame-des-Douleurs | Ingwavuma (en)        | KwaZulu-Natal  | Hlabisa        | à géolocaliser                   | Image manquante Téléverser           |
| Cathédrale du Christ-Roi                                | Johannesburg          | Gauteng        | Johannesburg   | à géolocaliser                   | Image manquante Téléverser           |
| Cathédrale de l'Immaculée-Conception                    | Keimoes-Upington (en) | Cap-du-Nord    | Pella          | 29° 01′ 53″ sud, 19° 09′ 14″ est | Cathédrale de l'Immaculée-Conception |
| Cathédrale Saint-Augustin                               | Keimoes-Upington (en) | Cap-du-Nord    | Upington       | à géolocaliser                   | Image manquante Téléverser           |
| Cathédrale Sainte-Marie                                 | Kimberley             | Cap-du-Nord    | Kimberley      | à géolocaliser                   | Image manquante Téléverser           |
| Cathédrale du Christ-Rédempteur                         | Klerksdorp (en)       | Nord-Ouest     | Klerksdorp     | à géolocaliser                   | Image manquante Téléverser           |
| Cathédrale Saint-Patrick                                | Kokstad (en)          | KwaZulu-Natal  | Kokstad        | à géolocaliser                   | Image manquante Téléverser           |
| Cathédrale Saint-Patrick                                | Kroonstad             | État-Libre     | Kroonstad      | à géolocaliser                   | Image manquante Téléverser           |
| Cathédrale Saint-Joseph                                 | Mariannhill (en)      | KwaZulu-Natal  | Mariannhill    | à géolocaliser                   | Image manquante Téléverser           |
| Cathédrale de Tous-les-Saints                           | Mthatha (en)          | Cap-Oriental   | Mthatha        | à géolocaliser                   | Image manquante Téléverser           |
| Cathédrale du Saint-Sauveur                             | Oudtshoorn (en)       | Cap-Occidental | Oudtshoorn     | à géolocaliser                   | Image manquante Téléverser           |
| Cathédrale du Sacré-Cœur                                | Polokwane (en)        | Limpopo        | Polokwane      | à géolocaliser                   | Image manquante Téléverser           |
| Cathédrale Saint-Augustin                               | Port Elizabeth (en)   | Cap-Oriental   | Port Elizabeth | à géolocaliser                   | Image manquante Téléverser           |
| Cathédrale du Sacré-Cœur                                | Pretoria              | Gauteng        | Pretoria       | à géolocaliser                   | Image manquante Téléverser           |
| Cathédrale du Christ-Roi                                | Queenstown (en)       | Cap-Oriental   | Queenstown     | à géolocaliser                   | Image manquante Téléverser           |
| Cathédrale du Très-Saint-Rédempteur                     | Rustenburg (en)       | Nord-Ouest     | Rustenburg     | à géolocaliser                   | Image manquante Téléverser           |
| Cathédrale de la Très-Sainte-Trinité                    | Tzaneen (en)          | Limpopo        | Tzaneen        | à géolocaliser                   | Image manquante Téléverser           |
| Cathédrale Notre-Dame-de-Lourdes                        | Umzimkulu (en)        | KwaZulu-Natal  | Lourdes        | 30° 11′ 55″ sud, 29° 41′ 02″ est | Image manquante Téléverser           |
| Cathédrale du Christ-Roi                                | Witbank (en)          | Mpumalanga     | Witbank        | à géolocaliser                   | Image manquante Téléverser           |